# 金平杜鹃
金平杜鹃（学名：Rhododendron jinpingense），为杜鹃花科杜鹃花属下的一个植物种。